# Kanton Lille-2
Der Kanton Lille-2 ist ein französischer Wahlkreis im Département Nord und im Arrondissement Lille. Er entstand 2015 durch ein Dekret vom 17. Februar 2014.

## Gemeinden
Der Kanton besteht aus fünf Gemeinden und Gemeindeteilen mit insgesamt 70.191 Einwohnern (Stand: 1. Januar 2022) auf einer Gesamtfläche von 31,93 km²:
| Gemeinde        | Einwohner 1. Januar 2022 | Fläche km² | Dichte Einw./km² | Code INSEE | Postleitzahl                      |
| --------------- | ------------------------ | ---------- | ---------------- | ---------- | --------------------------------- |
| Bondues         | 9.666                    | 13,05      | 741              | 59090      | 59910                             |
| Lille           | 7.343                    | 0,67       | 10.960           | 59350      | 59000, 59160, 59260, 59777, 59800 |
| Marcq-en-Barœul | 39.943                   | 14,04      | 2.845            | 59378      | 59700                             |
| Mouvaux         | 13.239                   | 4,17       | 3.175            | 59421      | 59420                             |
| Kanton Lille-2  | 70.191                   | 31,93      | 2.198            | 5924       | –                                 |

1. ↑   Nur der nordöstliche Teil der Gemeinde, der Rest verteilt sich auf die Kantone Lille-1, Lille-3, Lille-4, Lille-5 und Lille-6.